# Maina Gielgud
Pour les articles homonymes, voir Gielgud.
Maina Gielgud est une danseuse britannique née à Londres le 14 janvier 1945. Elle est la nièce de John Gielgud et la petite-nièce d'Ellen Terry.
De 1952 à 1955, elle est l'élève d'Olga Preobrajenska, de Tamara Karsavina et de Stanislas Idzikowski à Londres et Paris, puis elle continue sa formation en France avec Lioubov Iegorova, Julie Sedova, Paul Goubé et Rosella Hightower.
Elle débute sur scène en 1961 aux Ballets de Paris de Roland Petit et, l'année suivante, danse au Grand Ballet du Marquis de Cuevas. Elle est ensuite soliste dans la compagnie de Milorad Miskovitch jusqu'en 1967, année où Maurice Béjart l'engage au Ballet du XXe siècle.
À partir de 1971, elle mène une carrière internationale qui la conduit de Berlin au Cap.
Elle est directrice artistique de l'Australian Ballet de 1983 à 1996, puis du Ballet royal danois de 1997 à 1999.